# Euoniticellus pallens
Euoniticellus pallens là một loài bọ cánh cứng trong họ Bọ hung (Scarabaeidae).